# Saint-Julien-du-Pinet
Saint-Julien-du-Pinet (in occitano Sant Julian lo Pinet) è un comune francese di 461 abitanti situato nel dipartimento dell'Alta Loira della regione dell'Alvernia-Rodano-Alpi.

## Società

### Evoluzione demografica
Abitanti censiti